# Positivisme varsovien

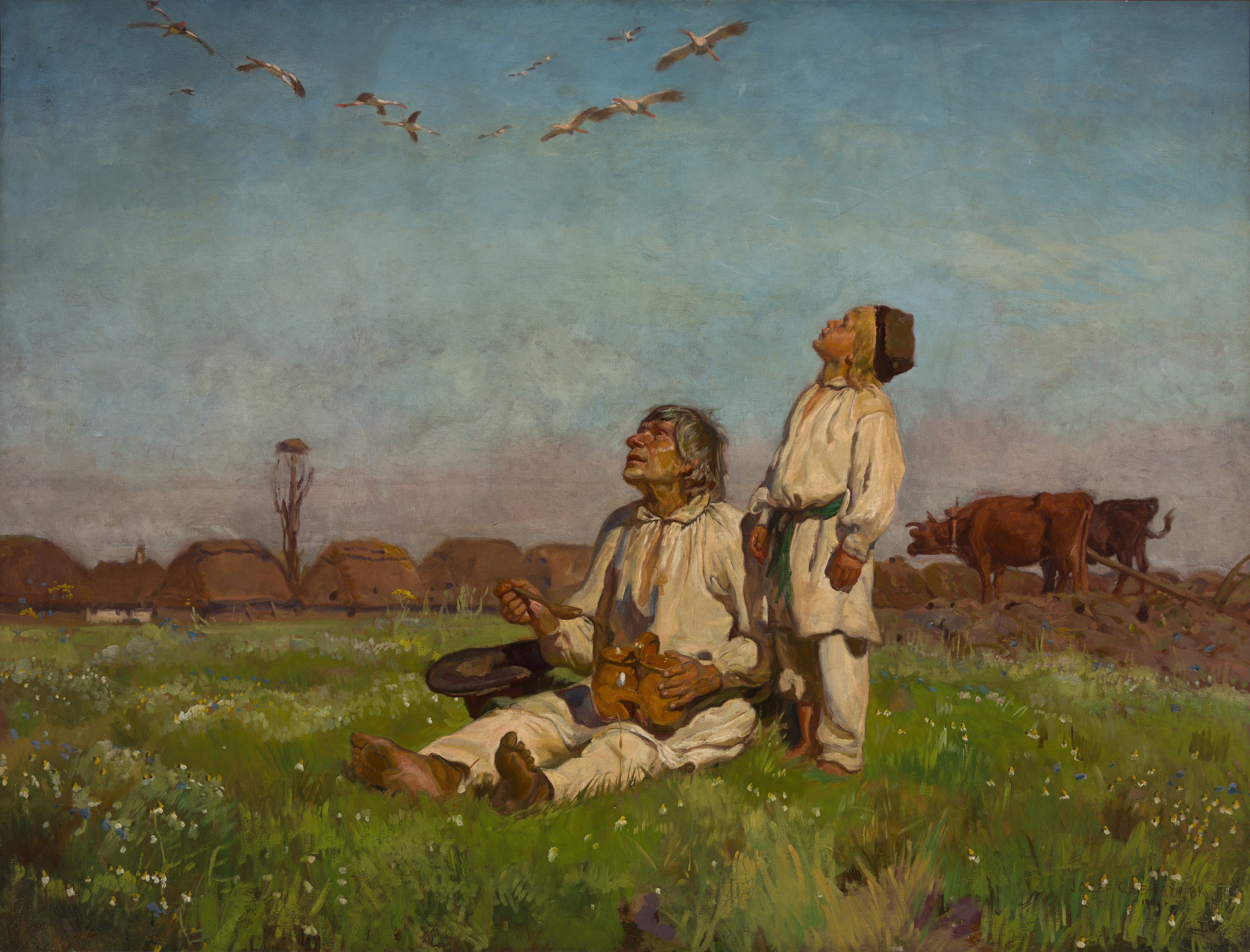
Cygnes de Józef Chełmoński

Le Positivisme polonais dit parfois varsovien est à la fois un mouvement social et littéraire, dont les représentants, marqués par la défaite sanglante et le grand coût humain et matériel de l’insurrection polonaise de 1863, rejettent le romantisme politique et révolutionnaire et prônent un programme social positif qui a pour but de souder la nation meurtrie et de relever le pays ruiné à la fois intellectuellement et économiquement. C'est par le biais d’un développement économique, social et culturel des masses, que les postivistes polonais cherchent à garder en vie, en l’absence d’État indépendant, l’esprit national polonais avec l’espoir à long terme de recouvrer une souveraineté pleine et entière perdue en 1795, lorsque partagé entre les voisins autrichien, prussien et russe, l’État polonais a disparu des cartes de l’Europe.
Le courant né après 1864, atteint son apogée dans les années 1880 et décline dans les années 1890, cédant progressivement sa place au courant moderniste de la Jeune Pologne.

## Le nom et le cadre temporaire du mouvement
Si la formation positiviste polonaise se développe au début des années 1870 principalement à Varsovie, il est plus difficile de déterminer sa date de fin. Ses adeptes sont encore actifs au début du XXe siècle, coexistant à partir de la fin des années 1880 avec la nouvelle génération des artistes, issus du mouvement de la Jeune Pologne et contestant vigoureusement le bilan de leurs ainés.
Le début de l'offensive idéologique du mouvement polonais coïncide avec le développement du positivisme en tant que courant philosophique en Europe, le nom "positivisme" s'impose donc spontanément. Cependant, le cadre idéologique du positivisme varsovien est plus large. En littérature polonaise, les termes usités pour décrire les tendances de cette époque sont : littérature du réalisme ou littérature du réalisme et du naturalisme. Il est à noter que malgré l'influence remarquable de l’œuvre d'Émile Zola en Pologne, le naturalisme ne parvient pas à s'imposer en tant que courant dominant et coexiste au sein du mouvement avec des courants littéraires parallèles tels que les formes épigones du romantisme et le réalisme.

## Programme
En effet, les nouveaux courants de pensée philosophique et artistique formulés par Auguste Comte, l’auteur du Cours de philosophie positive, l'utilitariste John Stuart Mill, le darwiniste social Herbert Spencer, l'évolutionniste Charles Darwin et Hippolyte Taine, l'auteur de l'ouvrage Race, environnement, moment séduisent la jeune génération des Polonais qui ont vécu la traumatisante défaite de l'insurrection nationale entreprise en 1863. Ainsi, du point de vue des doctrines sociologiques, le positivisme polonais procède du scientisme anglo-français : l'empirisme, l’évolutionnisme et l’utilitarisme.
La défaite du soulèvement national contre l'Empire russe en 1864 entraîne des répressions sans précédent. Près de cent mille Polonais, formant l’élite de la nation, sont massacrés, incarcérés ou déportés en Sibérie. Le pays est dévasté, les biens de la noblesse, déchue de ses titres, confisqués, le terrorisme militaire est de mise. Les écoles polonaises et toutes formes d’associations culturelles, outre celles à caractère purement économique, sont interdites. La suppression de l'autonomie du Royaume de Pologne sous tutelle russe sonne donc le glas pour les révoltes prônées par la littérature romantique.
La raison d'être et la signification de la nouvelle école est donc principalement la survie physique de la nation. En reportant la lutte pour la liberté à une date ultérieure, les positivistes ne la nient pas, mais ils croient qu'il faut d'abord reconstruire le pays ravagé socialement et économiquement.
Les principaux adeptes de ce combat pacifique sont les élèves de l'École Centrale de Varsovie, et le terrain sur lequel ils livrent leurs batailles idéologiques est la presse de Varsovie, notamment la Revue hebdomadaire de la vie sociale, de la littérature et des beaux-arts, Przegląd Tygodniowy, Opiekun Domowy et Niwa. C'est la période de l'essor spectaculaire de la presse et de l'émergence de nouvelles formes d'expression journalistique comme les feuilletons ou les chroniques.
Les pères fondateurs du positivisme polonais font partie de la première génération d'intelligentsia au sens moderne du terme. Aleksander Świętochowski, Piotr Chmielowski, Stanisław Witkiewicz, Antoni Sygietyński, Józef Kotarbiński - pour ne citer que les plus importants - sont tous issus de la noblesse déclassée. Avant leur arrivée à Varsovie où ils gagnent leur vie essentiellement grâce à leur plume, ils ont grandi en province, acquis leur éducation avec difficulté et travaillé comme précepteurs. Outre leur statut social, ils partagent également la même expérience générationnelle.

### Critique du romantisme
Dans leurs théories, les nouveaux auteurs mettent au premier plan une révision critique du romantisme politique et révolutionnaire. Cependant leur attitude est ambivalente. Élevés dans la grande littérature romantique et dans le culte des œuvres d'Adam Mickiewicz, Juliusz Słowacki ou Zygmunt Krasiński, ils ne nient pas sa valeur. Par contre, ils attaquent ses épigones. Selon eux, le messianisme romantique a abouti à l'idéalisation du passé au mépris du présent. Une nation convaincue de son caractère unique ignore que le monde évolue et qu'elle est en train de creuser son retard civilisationnel. Bolesław Prus constate : « Nous ne sommes pas seulement une société arriérée et matériellement pauvre, mais, ce qui est pire, nous sommes spirituellement malades. Nos vieux programmes ont vécu et n'ont plus aucune valeur. Nous sommes comme une foule désorganisée de gens qui ont perdu leur chemin dans la forêt la nuit et ne savent ni dans quel sens ni où ils vont. »
Les jeunes auteurs sont convaincus que la littérature doit revêtir un caractère utilitaire et que le barde romantique doit céder la place à l'écrivain-citoyen. Pour eux, l’écrivain n’est qu’un maillon de la société. Comme tout le monde, boulangers ou cordonniers, il doit travailler du matin au soir et faire bénéficier la société du fruit de son effort de la même manière que le font ses humbles compatriotes.
En 1871, Aleksander Świętochowski (1849-1938) publie dans le journal La revue hebdomadaire le célèbre article « Nous et Vous » dans lequel il s'oppose aux continuateurs des idées irrédentistes romantiques et expose le programme du positivisme polonais. En 1872, Piotr Chmielowski (1848-1904) publie l'article Utilitarisme dans la littérature.

### "Travail organique"
Les positivistes conçoivent la nation comme un organisme vivant, soumis aux lois de l'évolution. Un organisme se développe correctement lorsque toutes ses composantes (classes sociales, forces politiques et individus) travaillent ensemble de concert en poursuivant un seul objectif. Le but est l'utilité, la perfection et le bonheur de chaque membre de la communauté. Un individu n'est qu'un élément d'un mécanisme et sa condition est déterminée par la nature et la société. Mais si cet élément ne fonctionne pas correctement, le mécanisme se grippe. Les positivistes prônent donc la solidarité et la justice sociales comme piliers du développement harmonieux de la nation.

### Travail à la base de la société
Les positivistes militent pour la généralisation et la démocratisation de l'instruction, en particulier auprès des plus démunis. Ils considèrent que pour lutter efficacement contre la russification et la germanisation pratiquées par les occupants, il faut améliorer le niveau de vie des couches sociales défavorisées. C'est le seul moyen d'accroître leur conscience nationale. Le développement social harmonieux exige donc le développement de la science, de la technologie et de l’économie, ainsi que le souci de la culture, des traditions et de la langue polonaises. Tout cela peut être réalisé en dépit des  libertés restreintes par les occupants. Le retard économique de l’Empire russe n’ouvrant pas de grandes perspectives de développement industriel, les travailleurs organiques se concentrent sur les campagnes et sur l’éducation.
Les manuels de polonais de Konrad Proszyński sortent, selon la légende, des millions de paysans de l’analphabétisme et renouent en un sens avec la tradition des Lumières polonaises. C’est également dans ces années 1870-1880 que l’Université volante voit le jour.
L'art (principalement la littérature) au service de ce travail à la base de la société doit donc être réaliste, utilitaire et didactique, apportant des connaissances sur la société, les mécanismes de son développement et la condition naturelle, sociale et psychologique de l'homme.

### Émancipation des femmes
Après la défaite du soulèvement national, le manque d'hommes, tués aux combats ou condamnés à la prison ou à l'exil, pousse les femmes à s'investir dans des domaines professionnels jusque là réservés aux hommes. La femme reprend le rôle de soutien de famille qu'elle cumule avec celui de mère et de responsable du ménage. Les positivistes défendent l’égalité entre les sexes.

### Assimilation des minorités
Les positivistes prônent une société égalitaire, seule l'unité des objectifs peut faire force face aux occupants. Ils soutiennent l'assimilation des Juifs.

## Prose
Le courant dominant la littérature positiviste polonaise est le réalisme et ses représentants les plus éminents sont Eliza Orzeszkowa (1841-1910), Bolesław Prus (1847-1912) et Henryk Sienkiewicz (1846 -1916). Se référant à l'idée ancienne de mimesis (imitation de la réalité), la fiction littéraire positiviste cherche à refléter le monde tel que le décrit la science.
La conception réaliste impose une méthode, soigneusement élaborée, qui consiste à accumuler des observations sur la société, les multiples facettes de la vie, ses mécanismes et ses mystères. Les auteurs décrivent l'injustice, le sort difficile que subissent leurs héros pour raison patriotique ou alimentaire et ils attirent ainsi l'attention du lecteur sur la misère des humbles. Les positivistes dressent un véritable réquisitoire contre la pauvreté et l’injustice : pour eux, être positiviste c'est prendre conscience des problèmes.
La forme d’expression dominante est, en dehors des journaux et magazines, le roman. Le narrateur, souvent omniscient, cherche à dépeindre la réalité sociale du moment sans se mettre en avant, tout en concevant des personnages capables de servir de modèle à la population polonaise. Les auteurs se sentent en effet investis de la mission de lui inculquer le sens de l’intérêt général et du devoir envers la collectivité.

### Eliza Orzeszkowa
Eliza Orzeszkowa est la plus grande romancière polonaise de son temps, peut-être même la plus éminente individualité féminine au moins jusqu’au 20e siècle. Sa veine positiviste consiste à dénoncer et corriger par la littérature les préjugés de sexe, de condition ou « race ».
Elle est une critique inlassable de la vie oiseuse des propriétaires terriens, notamment dans : Le journal de Wacława (Pamiętnik Wacławy), Messire Grabat (Pan Graba), Les Pompaliński. Dans le roman Marta (1873) elle se révolte contre l’exclusion sociale et économique des femmes. Le Rustre conte le drame d'un paysan au cœur noble, qui épouse une vieille fille, une femme au passé douteux. Son roman Eli Makower (1875) décrit les relations entre la population juive et la noblesse polonaise, tandis que Meir Ezofowicz (1878) s'intéresse au conflit entre orthodoxie juive et libéralisme moderne. Le roman le plus connu d'Orzeszkowa est Au bord du Niémen (1887). Ce vaste tableau de la société polonaise et, en particulier, de la petite noblesse rurale, dépeint l'ordre politique et social après l'insurrection de 1863. L’insurrection est également le thème de son recueil de récits Gloria victis.

### Bolesław Prus
Bolesław Prus, de son vrai nom Aleksander Głowacki, est l’un des romanciers les plus admirés et aimés des Polonais.
Chroniqueur populaire, il commence sa carrière par des nouvelles qui lui assurent une place de maître incontesté du genre. Les héros de ses nouvelles sont le plus souvent des gens simples et malmenés par le destin, victimes des préjugés  comme dans : L'orgue de barbarie, Le gilet, Le reflux, Antek, Les voix silencieuses, Le converti, Des légendes de l'Égypte ancienne, Le rêve et Le palais et la masure.
Son premier roman Angélique est un poignant portrait psychologique d'une jeune femme sur fond de circonstances tragiques liées à la fin du servage des paysans et à la banqueroute des domaines nobiliaires. L’avant-poste de 1885 décrit la vie des paysans polonais sous l’occupant allemand. Son roman le plus célèbre est La Poupée, un véritable miroir de toutes les couches de la société polonaise de la seconde moitié du XIXe siècle. En 1884 paraissent Les Émancipées sur l’émancipation des femmes. Le roman historique Le Pharaon est une réflexion sur la mécanique du pouvoir. Son dernier roman Les enfants fait le bilan de la révolution sur les terres polonaise en 1905.

### Henryk Sienkiewicz
Comme Bolesław Prus, Henryk Sienkiewicz se fait d’abord connaître comme auteur de chroniques. L'écrivain, sans doute le plus lu par les Polonais encore aujourd'hui, publie son premier roman En vain en 1872. Viennent ensuite ses nouvelles qui assurent sa célébrité, telles que Esquisses au fusain, Le vieux serviteur, Hania, Selim Mirza, Bartek le vainqueur, Jamioł , Jeannot le musicien, Mémoires d'un précepteur poznanien, Gardien de phare, Les souvenir de Mariposa, Pour le pain, Orso et  Le Chef indien.
Mais c'est dans le roman historique que Sienkiewicz excelle. En 1884, paraît son ouvrage Par le fer et par le feu dont l’action se déroule en Pologne du XVIIe siècle, à l’époque de soulèvement de Khmelnytsky. C'est un immense succès et l’auteur en écrit la suite : Le déluge en 1885 et Messire Wolodowski en 1888. Pour Sienkiewicz, parler du passé glorieux d'un pays occupé par trois puissances étrangères est sa manière de lutter contre l'oppression. Il souhaite entretenir la flamme patriotique et éveiller la foi en les forces inextinguibles de la nation polonaise.
Il écrit ensuite deux romans contemporains : Sans dogme et La famille de Połaniecki, mais c'est son roman historique Quo vadis ? sur le martyre des premiers chrétiens sous Néron qui lui vaut en 1905 le prix Nobel de littérature. Il est suivi des Chevaliers teutoniques qui traite du conflit qui a opposé au XVe siècle la Pologne à l'Ordre teutonique.
Sienkiewicz est également l'auteur d'un remarquable roman d'aventures destiné au jeune public : Dans le désert et dans la forêt vierge (1911).

### L’œuvre des autres écrivains de l’époque du positivisme
Si la génération de Prus, Orzeszkowa et Sienkiewicz connait Zola et les naturalistes français, ils les lisent avec un certain esprit critique, dû aux lectures romantiques de leur jeunesse et à leur expérience personnelle de romanciers, car, avant de connaître le mouvement naturaliste, ils ont déjà publié des récits et des romans.
La tendance naturaliste est représentée dans les œuvres d'Antoni Sygietyński (1850-1923) et d'Adolf Dygasiński (1839-1902) dont les héros sont soumis à la biologie, guidés avant tout par leurs désirs et s'efforçant de satisfaire les besoins d'ordre physiologique. Cependant les chefs-d'œuvre du courant naturaliste dans la littérature polonaise naitront plus tard, à l'époque de la Jeune Pologne.
Jan Lam (1838 - 1886), feuilletoniste et éminent caricaturiste de l’époque, dénonce la bureaucratie ainsi que l’instabilité politique. Ses œuvres les plus connues sont Le grand monde de Capowic (Wielki świat Capowic) et Royaliste en Galicie (Koroniarz w Galicji).

## Poésie
Les œuvres poétiques exploitent la veine naturaliste. La misère des classes opprimées, la déchéance des femmes séduites, la situation tragique des chômeurs et des enfants mourant de faim dans la rue - tels sont les thèmes dominants. Adam Asnyk (1838-1897) et Maria Konopnicka (1842-1910) sont les plus grands poètes de cette période.

### Adam Asnyk
A ses débuts, Adam Asnyk renoue avec les traditions romantiques, en tentant de régler les comptes avec l’échec de l’insurrection de 1863 dont il était un fervent participant. Ses œuvres de cette époque sont : Les voyageurs du golfe de Baya et En buvant le Falerne. Le célèbre poème Le songe du tombeau date de la même période. Dans son poème Pour le Nouvel An il incite à l’abandon des rêves chimériques et appelle à construire un nouvel avenir fondé sur la raison et la volonté d’agir. On retrouvera des thèmes similaires dans les poèmes suivants : A l’attention des Jeunes, Pour les idéalistes d’aujourd’hui et tant d’autres. En 1894, Asnyk publie le cycle de sonnets consacrés aux sujets philosophiques. Il est l'auteur de poèmes d’amour et le chantre de la nature, en particulier de la région Podhale Dans les Tatras.

### Maria Konopnicka
Maria Konopnicka est tout d’abord reconnue par ces nombreuses nouvelles. Ses poèmes abordent des sujets de société, tels que la misère dans les campagnes polonaises : Le mercenaire libre, Les cœurs paysans, Elles allaient cueillir les épis ainsi que celle des villes : Jean n’a pas pu attendre, Dans le cagibi d’une cave. Konopnicka met aussi en exergue la beauté du folklore, entre autres, dans le cycle Sur le pipeau, Des prés et des champs. Parmi ses grandes réussites poétiques on peut citer le poème Monsieur Balcer au Brésil sur l’immigration polonaise.

## Théâtre
La période du positivisme dans la littérature polonaise est propice au développement du genre dramatique. Celui-ci renoue avec les traditions du drame bourgeois français. Les différences s‘effacent entre la comédie et la tragédie et les éléments tragi-comiques se confondent en un seul ensemble homogène au nom du réalisme.
Les dramaturges les plus réputés sont Michał Bałucki (1837-1901) : Les réveillés (Przebudzeni), Les jeunes et les vieux (Młodzi i starzy), Les misères étincelantes (Błyszczące nędze), Les gueux de Dieu (Pańskie dziady) et Józef Bliziński (1827-1893) : Monsieur Damazy (Pan Damazy), Les Naufragés (Rozbitki).
Parmi les auteurs des drames dits communément "livresques", c’est-à-dire conçus pour la lecture et non destinés à être joués sur les planches d’un théâtre, il convient de mentionner Aleksander Świętochowski, l'auteur de la trilogie Les âmes immortelles.
De nombreux dramaturges de cette époque s’intéressent aux thèmes liés à l’histoire. Le drame historique est notamment au cœur de l’œuvre des écrivains Józef Szujski (1835 -1883) et Adam Bełcikowski (1839 -1909).